# Birger Mörner

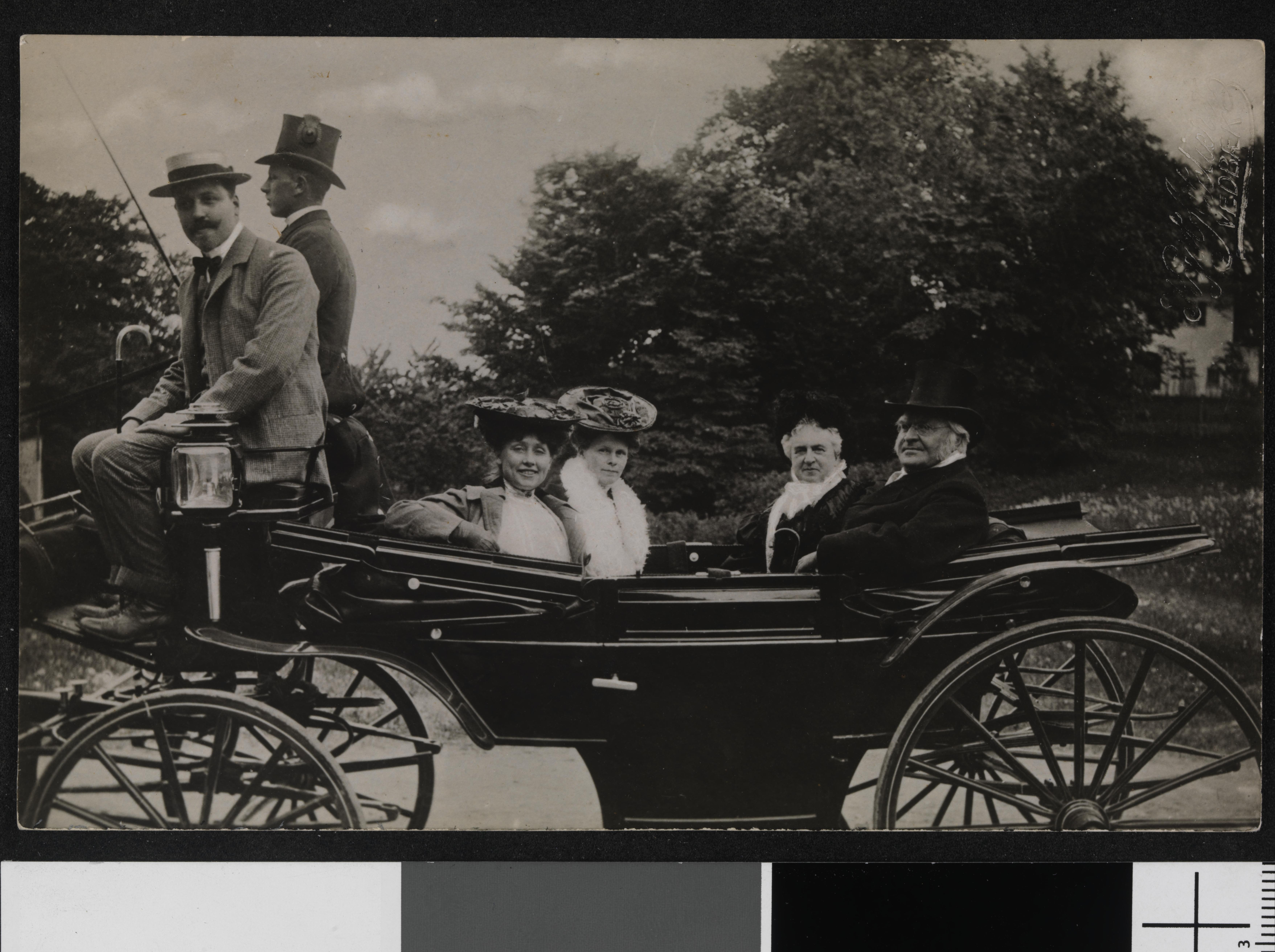
Karoline och Bjørnstjerne Bjørnson med greve Birger Mörner och fru på åktur 1906 i Hegels landå.

Karl Birger Mörner af Morlanda, född den 5 maj 1867 i Nora, död den 10 mars 1930 i Flen, var en svensk greve, diplomat, författare och resenär. Han var 1912–1918 ägare av slottet Mauritzberg där han samlade sin tids kulturpersonligheter.

## Biografi
Efter mogenhetsexamen i Norrköping 1887 studerade Mörner först i Uppsala och sedan i Lund, där han 1893 avlade examen till rättegångsverken. 1896 blev han amanuens vid Civildepartementet. 1899 var han sekreterare vid svensk-norska generalkonsulatet i Helsingfors och beträdde 1900 samma befattning i Genua samt var senare verksam i konsulattjänsten på skilda platser, bland annat 1906–1910 som svensk konsul i Sydney, Australien. 1907 föreslog Mörner utplantering av mygglarvsförödande fiskar i malariatrakter, ett uppslag som av italienska regeringen omfattades med intresse och som under en period blev ett praktiserat stridsmedel.
Mörner företog även resor till bland annat Söderhavet och Turkiet. De kulturföremål han hemkom med finns idag i flera etnografiska samlingar. Han författade såväl reseskildringar som poesi och romaner, men är idag mest känd som nära vän till flera av 1890-talets författare, såsom August Strindberg, Hjalmar Söderberg, Gustaf Fröding och Verner von Heidenstam. Mörners efterlämnade arkiv och bibliotek återfinns i dag i Mörnersamlingen i Örebro.
Första gången var han gift 1893–1908 med Ebeth Brink (1873–1941), dotter till agenten Victor Brink och Louise Holmén, andra gången 1910–1913 med Helene Macmillan (1867?–1921), tredje gången från 1921 med Gertrud Nissvandt (1900–1983), dotter till direktören Vilhelm Anstrin och Anna-Lisa Lindberg (omgift Nissvandt), halvsyster till Karin Bernadotte och omgift med Göran Mörner.
Han var far till Marianne Mörner (1895–1977), Carl Gustaf Mörner (1897–1947), Hans Georg Mörner (1901–1958) och professor Magnus Mörner (1924–2012).
Birger Mörner är begravd på Södra kyrkogården i Nora bergslagsförsamling.

## Författarskap
Mörner har bland annat författat den dramatiska dikten Juda (1888), diktsamlingen Tattarblod (1890), bidrag i studentkalendern Från Lundagård och Helgonabacken, de historiska pastischerna Dess höga plaisir (1894) och Fru Brahe till Erichsholm (1899), skissamlingen När och fjärran (1901), stämningsbilderna från Konstantinopel, Under halfmånen (1906), en samling polynesisk folklore, Söderhafvets sagor (1910), diktsamlingen Gyllene bin (1911), dikter från Napoleons tid, och Mot aftonglöden (1911) samt ett i litterär stil givet, men dokumentariskt grundat, verk om Aurora Königsmarck 1913. På norska författade han också treaktsskådespelet Salig baronessen (1893). År 1915 publicerades Söderhafsberättelser, Mörners översättning av Jack Londons roman The house of pride, and other tales of Hawaii (1912).
Mörners författarskap präglas av växlande, till stor del exotiska eller historiska, motiv och stämningsfull framställning.

### Varia
- Under halfmånen. Stockholm: Fritze. 1906. Libris 1616209
- Aráfis tropiska år. Stockholm: Norstedt. 1914. Libris 1637552
- Från Aráfis irrfärder. Stockholm: Norstedt. 1915. Libris 31168
- Något om Bråviken. Stockholm: Idun. 1915. Libris 1637557
- Med profetens folk. Stockholm: Åhlén & Åkerlund. 1916. Libris 1656408
- En röst ur ledet : tal hållet i Stockholms Auditorium d. 15 mars 1918. Stockholm: Åhlén & Åkerlund. 1918. Libris 1656407
- Tinára. Stockholm: G. Tisells tekn. förl. 1922. Libris 1475666
- Söderhavet. Del 1, De stora färderna ; Vid rikets port ; Polynesien. De geografiska upptäckternas historia, 99-0481932-7 ; 2. Uppsala: Lindblad. 1923. Libris 1333582
- Anne-Maries docka. Stockholm. 1924. Libris 2929773
- Den Strindberg jag känt. Stockholm: Bonnier. 1924. Libris 8389954
- Ringen. Stockholm. 1925. Libris 3060315
- Ur mitt irrande liv. Stockholm: Bonnier. 1925. Libris 2183182
- Turkiska år och andra : (ur mitt irrande liv). Stockholm: Bonnier. 1926. Libris 1340664
- När sångsvanarna häckade i Örebro : föredrag i "Concordia" 7 oktober 1927. Örebro. 1927. Libris 2661436